# Benjamin Bloom

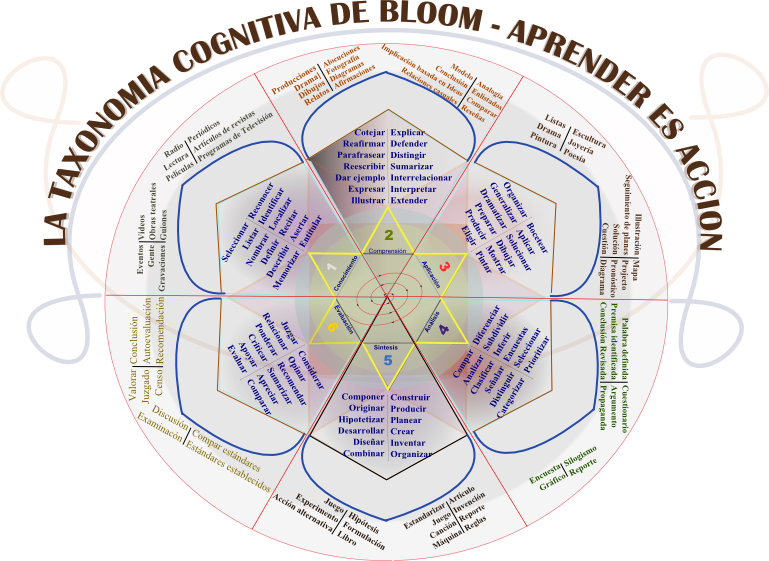
La "Rosa de Bloom" on es mostra la taxonomia cognitiva descrita per l'autor.

Benjamin S. Bloom (Lansford, Pennsilvània, 21 de febrer de 1913 - 13 de setembre de 1999) fou un psicòleg educatiu americà que va fer contribucions molt importants a l'àrea de l'educació. Algunes d'aquestes contribucions principals van ser en la classificació a la Taxonomia de Bloom d'objectius en el domini cognoscitiu, en la teoria de l'aprenentatge del mestratge i en el seu model del desenvolupament del talent.
Va ser el titular d'una llicenciatura i un mestratge per la Universitat Estatal de Pennsilvània el 1935 i es va doctorar en Educació a la Universitat de Chicago al març de 1942. De 1940 a 1943 va formar part de la plantilla de la Junta d'Exàmens de la Universitat de Chicago, i després va passar a ser examinador de la universitat. El seu primer nomenament com a professor en el Departament d'Educació de la Universitat de Chicago va tenir lloc en 1944. Amb el temps, va ser distingit amb el nomenament de Catedràtic Charles H. Swift i més endavant va ser assessor en matèria d'educació dels governs d'Israel, de l'Índia i d'altres països.